# En bombe après l'obtention de son bachot
Pour plus de détails, voir Fiche technique et Distribution.

En bombe après l'obtention de son bachot est un court métrage, muet réalisé par Louis Gasnier en 1909.

## Synopsis
Max vient de remporter son premier bac et ses parents lui offrent tendresse et argent qu'il investit dans une énorme fête. Quand il rentre chez ses parents, pour le déjeuner, Max tente difficilement de cacher son état d'ébriété et finit lui-même par s'évanouir le nez dans la soupe.

## Fiche technique
Source IMDb
- Autre titre : En bombe
- Réalisation : Louis Gasnier
- Scénario : Max Linder
- Production : Pathé Frères
- Durée : 185 mètres
- Première présentation en décembre 1909

## Distribution
Source IMDb
- Max Linder : Max, le jeune bachelier